# ナシルとリョーサのアパラジ
ナシルとリョーサのアパラジは、2023年4月からラジオ沖縄で放送されているラジオ番組である。

## 概要
この番組は、沖縄の首里出身シンガーnacilと、きいやま商店・八重山モンキーのリョーサがお届けする一週間の疲れを一気に癒やす明日晴れ（アッパレ）なラジオである。